# Mauvezin (Hautes-Pyrénées)
Pour les articles homonymes, voir Mauvezin.
Mauvezin est une commune française située dans le centre du département des Hautes-Pyrénées, en région Occitanie. Sur le plan historique et culturel, la commune est dans la région des Baronnies, dont le nom est issu d’une légende selon laquelle quatre seigneurs du Moyen Âge avaient pour habitude de festoyer ensemble aux sources de l’Arros, chacun d’eux gardant un pied sur sa terre et l’autre sur celle du voisin.
Exposée à un climat océanique altéré, elle est drainée par l'Arros, le Laca et par divers autres petits cours d'eau. La commune possède un patrimoine naturel remarquable composé de trois zones naturelles d'intérêt écologique, faunistique et floristique.
Mauvezin est une commune rurale qui compte 240 habitants en 2022, après avoir connu un pic de population de 561 habitants en 1851. Elle fait partie de l'aire d'attraction de Lannemezan. Ses habitants sont appelés les Mauvezinois ou  Mauvezinoises.

## Géographie

### Localisation
La commune de Mauvezin se trouve dans le département des Hautes-Pyrénées, en région Occitanie.
Elle se situe à 21 km à vol d'oiseau de Tarbes, préfecture du département, à 12 km de Bagnères-de-Bigorre, sous-préfecture, et à 8 km de Tournay, bureau centralisateur du canton de la Vallée de l'Arros et des Baïses dont dépend la commune depuis 2015 pour les élections départementales.
La commune fait en outre partie du bassin de vie de Lannemezan.
Les communes les plus proches sont : 
Bonnemazon (1,8 km), Molère (2,2 km), Benqué (2,3 km), Gourgue (2,8 km), Capvern (3,1 km), Péré (3,2 km), Artiguemy (3,3 km), Bourg-de-Bigorre (3,3 km).
Sur le plan historique et culturel, Mauvezin fait partie de l’ancien comté de Bigorre, comté historique des Pyrénées françaises et de Gascogne créé au IXe siècle puis rattaché au domaine royal en 1302, inclus ensuite au comté de Foix en 1425 puis une nouvelle fois rattaché au royaume de France en 1607. La commune est dans le pays de Tarbes et de la Haute Bigorre.

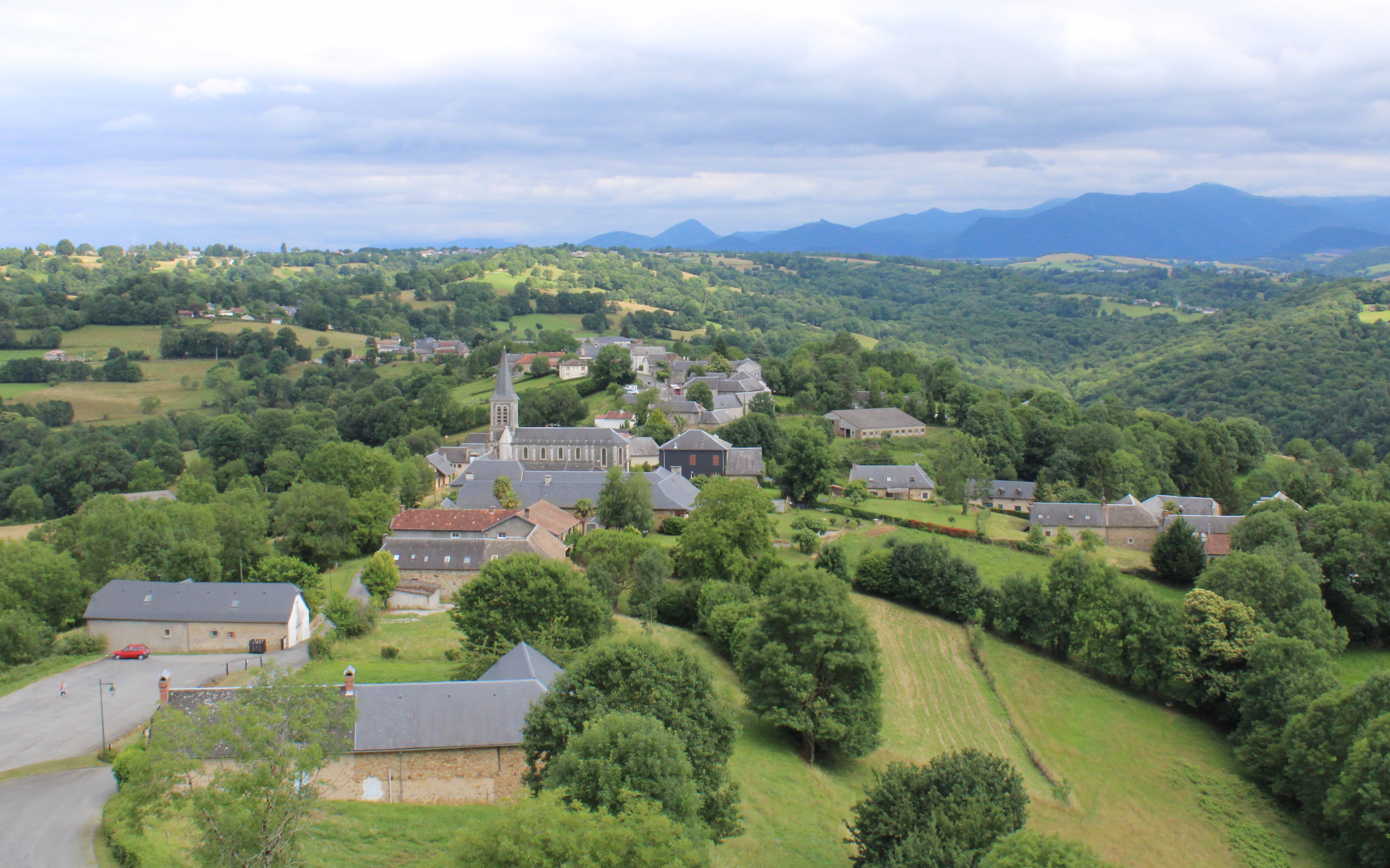
Vue du village depuis les hauteurs du château.

Les communes limitrophes sont Gourgue, Artiguemy, Benqué-Molère, Bonnemazon, Capvern, Lutilhous, Péré et Ricaud.
| Gourgue    | Ricaud        | Péré, Lutilhous |
| Artiguemy  | Mauvezin      | Capvern         |
| Bonnemazon | Benqué-Molère |                 |

### Hydrographie

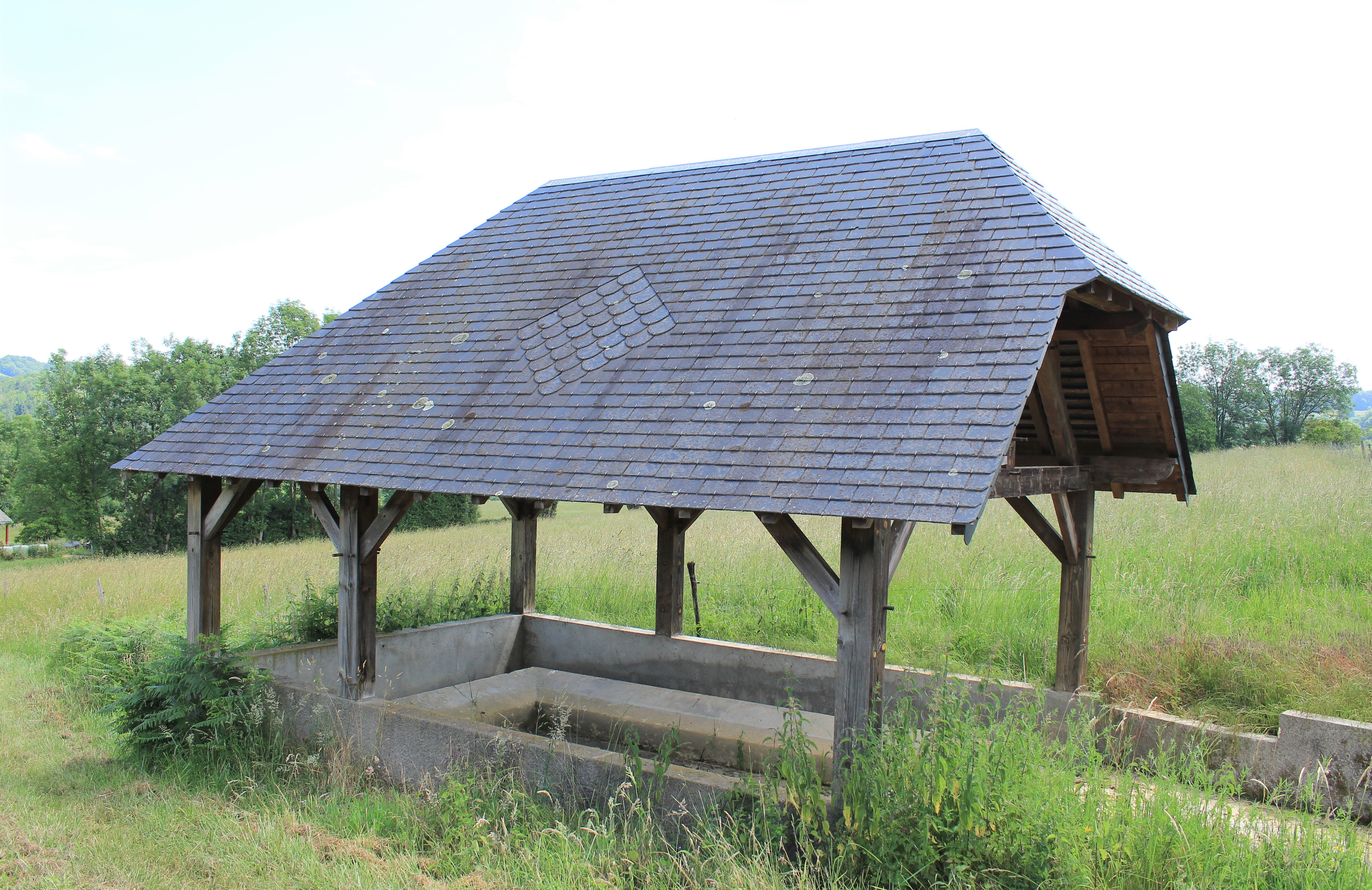
Le lavoir en 2022.

La rivière de l'Arros (affluent droit de l'Adour) traverse la commune du sud au nord et forme la limite ouest avec les communes d'Artiguemy et Bonnemazon.

Le ruisseau Garravet (affluent droit de l'Arros) traverse le territoire de la commune d'est en ouest et forme une partie de  la limite sud avec la commune de Molère.

Le ruisseau la Lène (affluent droit de l'Arros), traverse le territoire à l'extrémité est de la commune et forme la limite est avec la commune de Lutilhous.

Le ruisseau d'Aygue Caoute (de moindre importance), traverse la commune d'ouest en est et forme une partie de la limite est avec la commune de Capvern.

Le ruisseau du Bouridé traverse la commune du sud-est au nord-ouest et forme la limite avec les communes de Capvern et Gourgue.

### Climat
Le climat qui caractérise la commune est qualifié, en 2010, de « climat océanique altéré », selon la typologie des climats de la France qui compte alors huit grands types de climats en métropole. En 2020, la commune ressort du même type de climat dans la classification établie par Météo-France, qui ne compte désormais, en première approche, que cinq grands types de climats en métropole. Il s’agit d’une zone de transition entre le climat océanique et les climats de montagne et le climat semi-continental. Les écarts de température entre hiver et été augmentent avec l'éloignement de la mer. La pluviométrie est plus faible qu'en bord de mer, sauf aux abords des reliefs.
Les paramètres climatiques qui ont permis d’établir la typologie de 2010 comportent six variables pour les températures et huit pour les précipitations, dont les valeurs correspondent à la normale 1971-2000. Les sept principales variables caractérisant la commune sont présentées dans l'encadré ci-après.
| Paramètres climatiques communaux sur la période 1971-2000 - Moyenne annuelle de température : 12 °C - Nombre de jours avec une température inférieure à −5 °C : 4 j - Nombre de jours avec une température supérieure à 30 °C : 5,3 j - Amplitude thermique annuelle : 14,6 °C - Cumuls annuels de précipitation : 1 029 mm - Nombre de jours de précipitation en janvier : 9,9 j - Nombre de jours de précipitation en juillet : 7,7 j |

Avec le changement climatique, ces variables ont évolué. Une étude réalisée en 2014 par la Direction générale de l'Énergie et du Climat complétée par des études régionales prévoit en effet que la  température moyenne devrait croître et la pluviométrie moyenne baisser, avec toutefois de fortes variations régionales. Ces changements peuvent être constatés sur la station météorologique de Météo-France la plus proche, « Tournay », sur la commune de Tournay, mise en service en 1970 et qui se trouve à 8 km à vol d'oiseau,, où la température moyenne annuelle est de 12,9 °C et la hauteur de précipitations de 998,7 mm pour la période 1981-2010.
Sur la station météorologique historique la plus proche, « Tarbes-Lourdes-Pyrénées », sur la commune d'Ossun, mise en service en 1946 et à 26 km, la température moyenne annuelle évolue de 12,2 °C pour la période 1971-2000, à 12,6 °C pour 1981-2010, puis à 12,9 °C pour 1991-2020.

### Milieux naturels et biodiversité
L’inventaire des zones naturelles d'intérêt écologique, faunistique et floristique (ZNIEFF) a pour objectif de réaliser une couverture des zones les plus intéressantes sur le plan écologique, essentiellement dans la perspective d’améliorer la connaissance du patrimoine naturel national et de fournir aux différents décideurs un outil d’aide à la prise en compte de l’environnement dans l’aménagement du territoire.
Une ZNIEFF de type 1 est recensée sur la commune :
le « réseau hydrographique des Baronnies » (390 ha), couvrant 35 communes du département et deux ZNIEFF de type 2, : 
- les « Baronnies » (20 367 ha), couvrant 43 communes du département[21] ;
- les « coteaux de Capvern à Betplan » (10 246 ha), couvrant 46 communes dont huit dans le Gers et 38 dans les Hautes-Pyrénées[22].

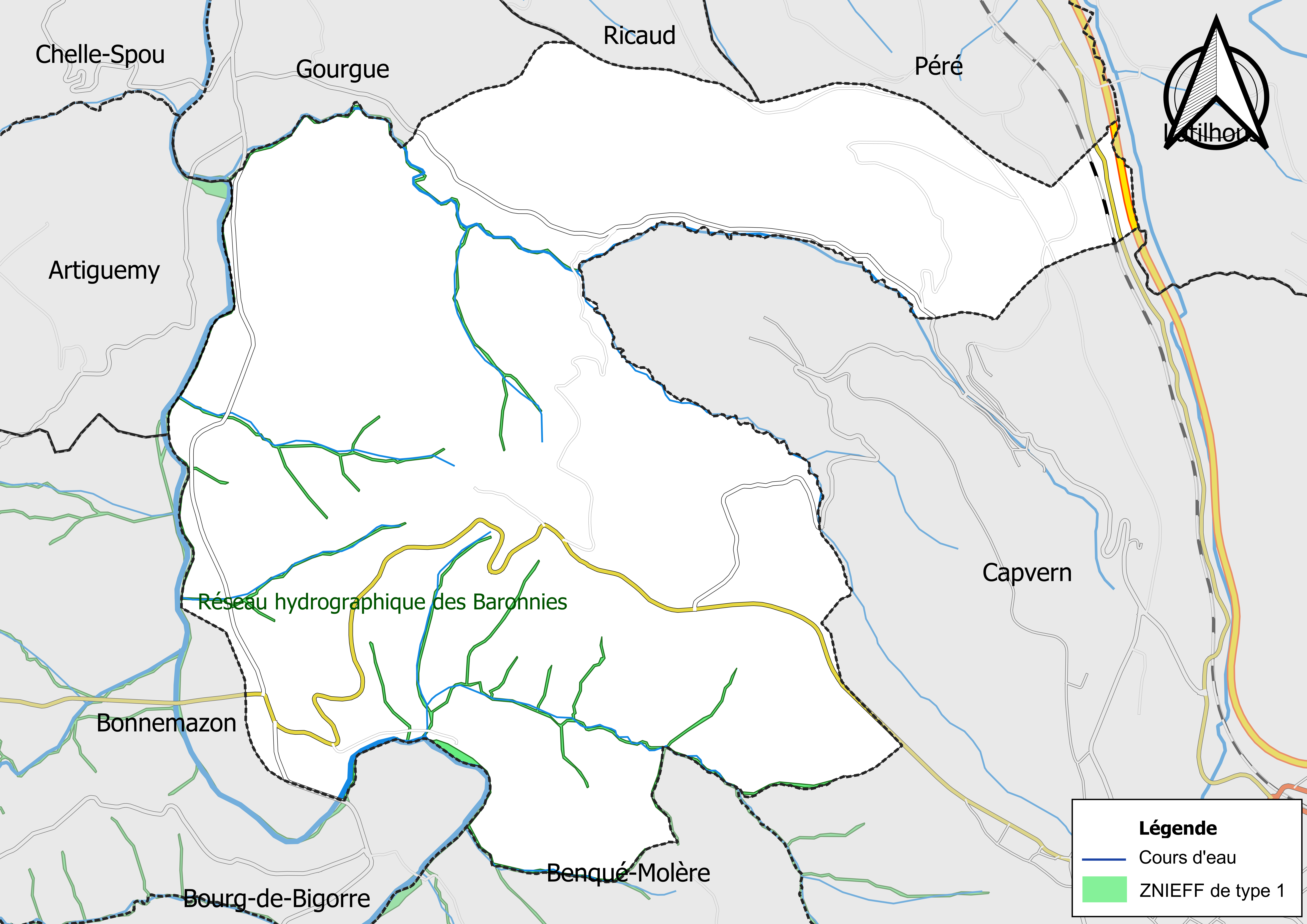
Carte de la ZNIEFF de type 1 sur la commune.
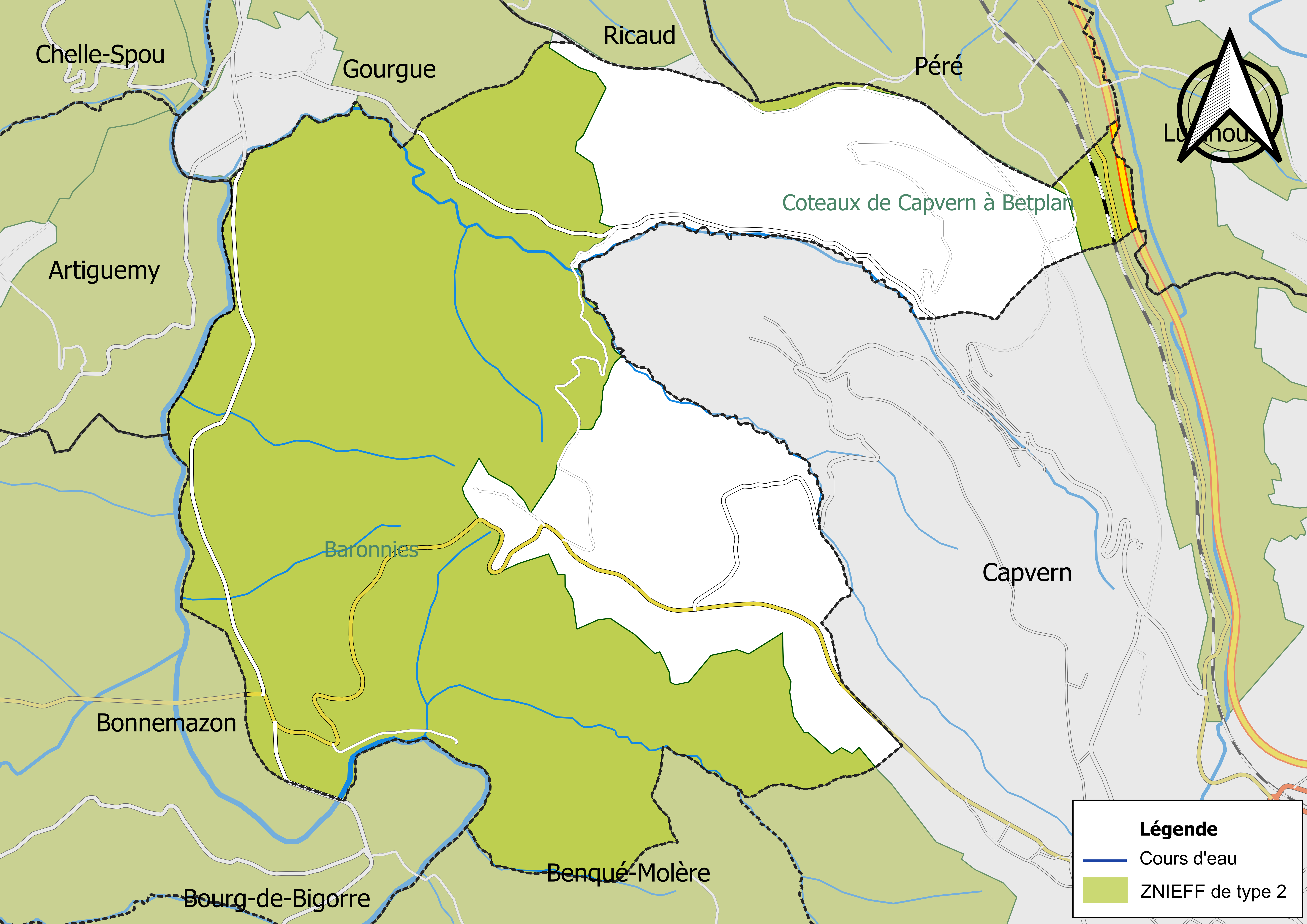
Carte des ZNIEFF de type 2 sur la commune.

## Urbanisme

### Typologie
Au 1er janvier 2024, Mauvezin est catégorisée commune rurale à habitat dispersé, selon la nouvelle grille communale de densité à sept niveaux définie par l'Insee en 2022.
Elle est située hors unité urbaine. Par ailleurs la commune fait partie de l'aire d'attraction de Lannemezan, dont elle est une commune de la couronne,. Cette aire, qui regroupe 65 communes, est catégorisée dans les aires de moins de 50 000 habitants,.

### Occupation des sols
L'occupation des sols de la commune, telle qu'elle ressort de la base de données européenne d’occupation biophysique des sols Corine Land Cover (CLC), est marquée par l'importance des forêts et milieux semi-naturels (55,4 % en 2018), une proportion identique à celle de 1990 (55,4 %). La répartition détaillée en 2018 est la suivante : 
forêts (55,4 %), prairies (34,4 %), zones agricoles hétérogènes (10,3 %).
L'IGN met par ailleurs à disposition un outil en ligne permettant de comparer l’évolution dans le temps de l’occupation des sols de la commune (ou de territoires à des échelles différentes). Plusieurs époques sont accessibles sous forme de cartes ou photos aériennes : la carte de Cassini (XVIIIe siècle), la carte d'état-major (1820-1866) et la période actuelle (1950 à aujourd'hui).

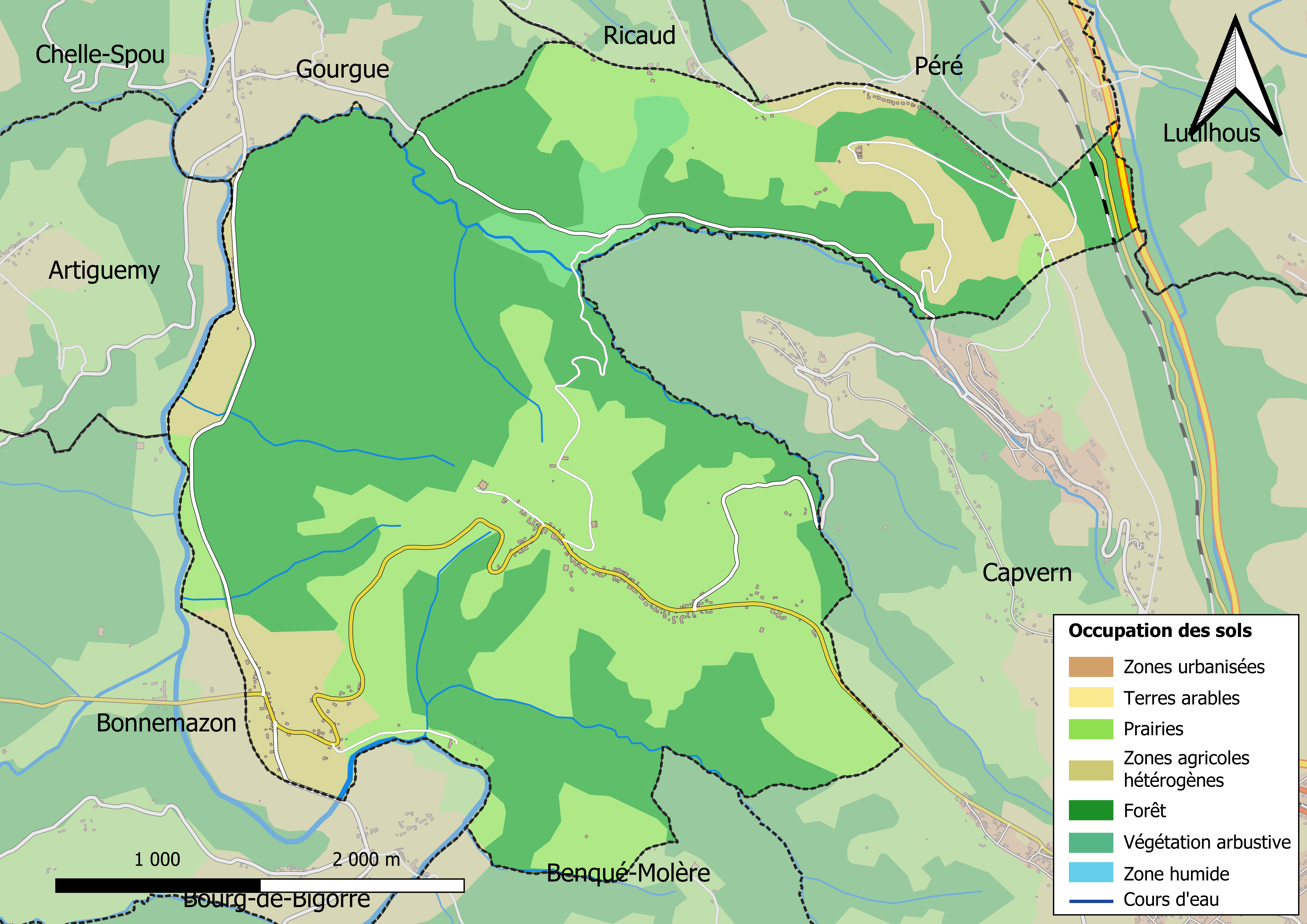
Carte des infrastructures et de l'occupation des sols en 2018 (CLC) de la commune.
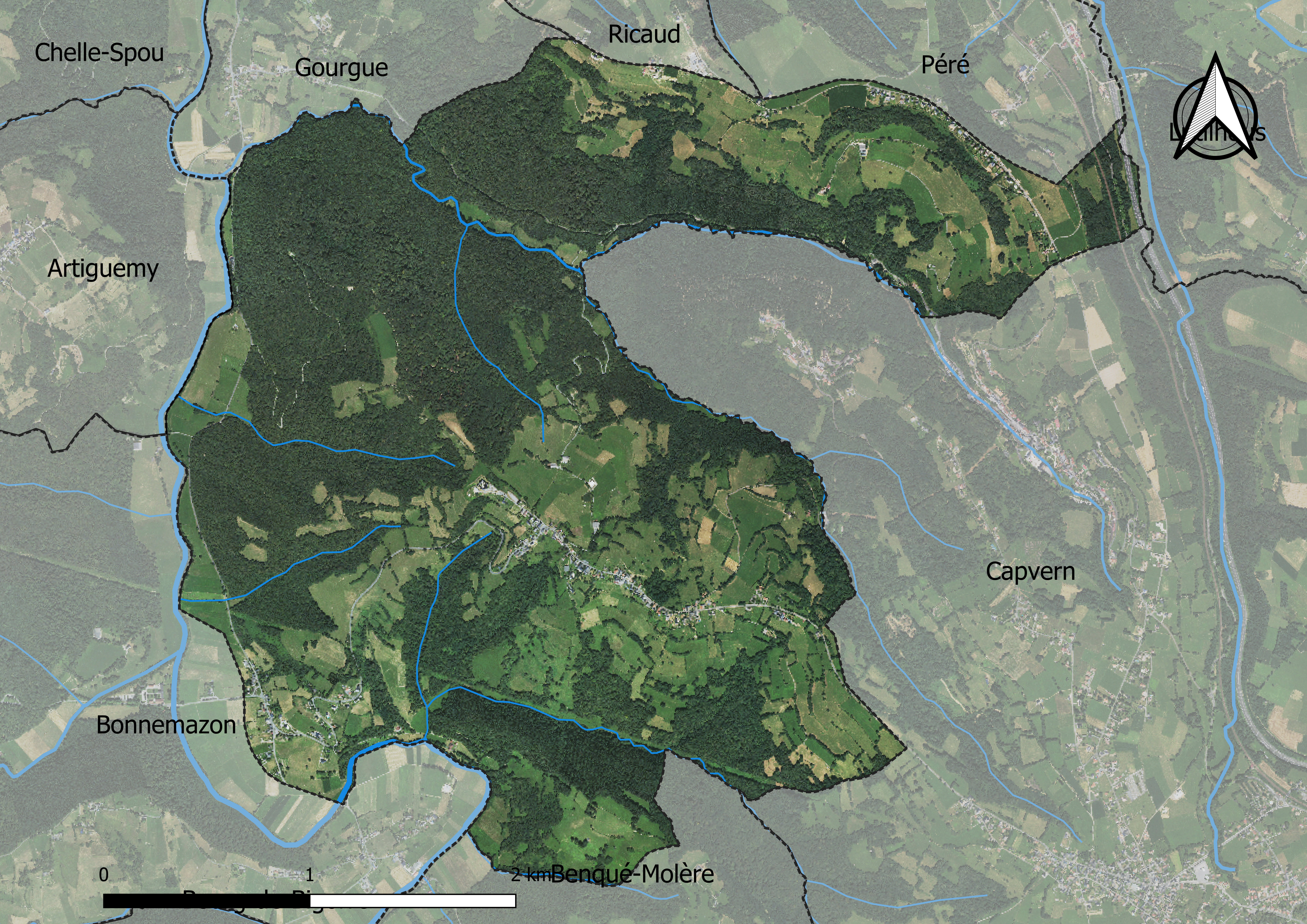
Carte orthophotogrammétrique de la commune.

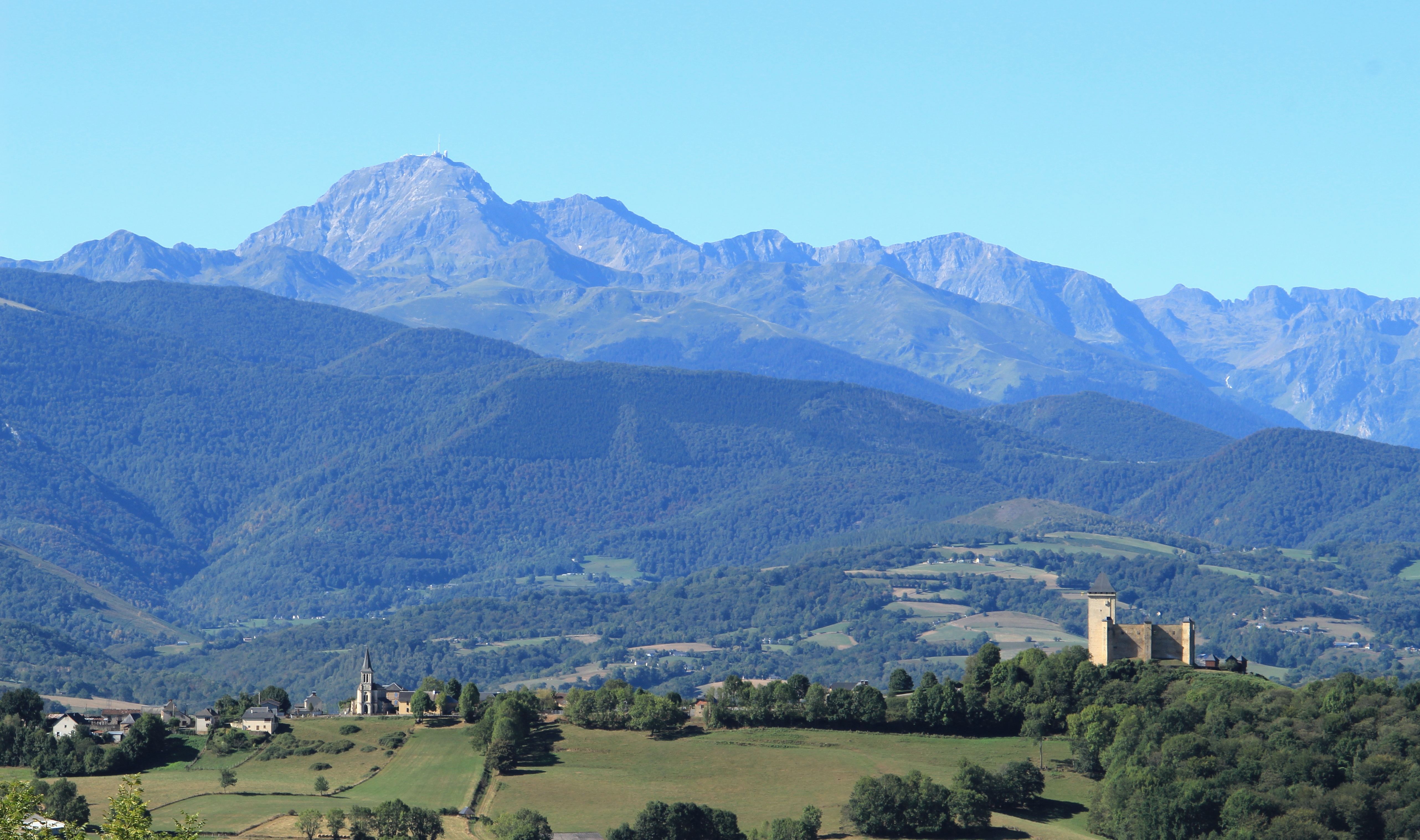
Vue en été.

### Logement
En 2012, le nombre total de logements dans la commune est de 168.

Parmi ces logements, 62,5 % sont des résidences principales, 32,7 % des résidences secondaires et 4,8 % des logements vacants.

### Voies de communication et transports
Cette commune est desservie par les routes départementales D 938 et D 817 et par les routes départementales D 14 et D 81.

### Risques majeurs
Le territoire de la commune de Mauvezin est vulnérable à différents aléas naturels : météorologiques (tempête, orage, neige, grand froid, canicule ou sécheresse), inondations, feux de forêts, mouvements de terrains et séisme (sismicité moyenne). Il est également exposé à un risque technologique, le transport de matières dangereuses. Un site publié par le BRGM permet d'évaluer simplement et rapidement les risques d'un bien localisé soit par son adresse soit par le numéro de sa parcelle.

#### Risques naturels
Certaines parties du territoire communal sont susceptibles d’être affectées par le risque d’inondation par débordement de cours d'eau, notamment l'Arros. La cartographie des zones inondables en ex-Midi-Pyrénées réalisée dans le cadre du XIe Contrat de plan État-région, visant à informer les citoyens et les décideurs sur le risque d’inondation, est accessible sur le site de la DREAL Occitanie. La commune a été reconnue en état de catastrophe naturelle au titre des dommages causés par les inondations et coulées de boue survenues en 1982, 1988, 1999, 2004, 2009 et 2011,.
Mauvezin est exposée au risque de feu de forêt. Un plan départemental de protection des forêts contre les incendies a été approuvé par arrêté préfectoral le 21 avril 2020 pour la période 2020-2029. Le précédent couvrait la période 2007-2017. L’emploi du feu est régi par deux types de réglementations. D’abord le code forestier et l’arrêté préfectoral du 27 octobre 2014, qui réglementent l’emploi du feu à moins de 200 m des espaces naturels combustibles sur l’ensemble du département. Ensuite celle établie dans le cadre de la lutte contre la pollution de l’air, qui interdit le brûlage des déchets verts des particuliers. L’écobuage est quant à lui réglementé dans le cadre de commissions locales d’écobuage (CLE)

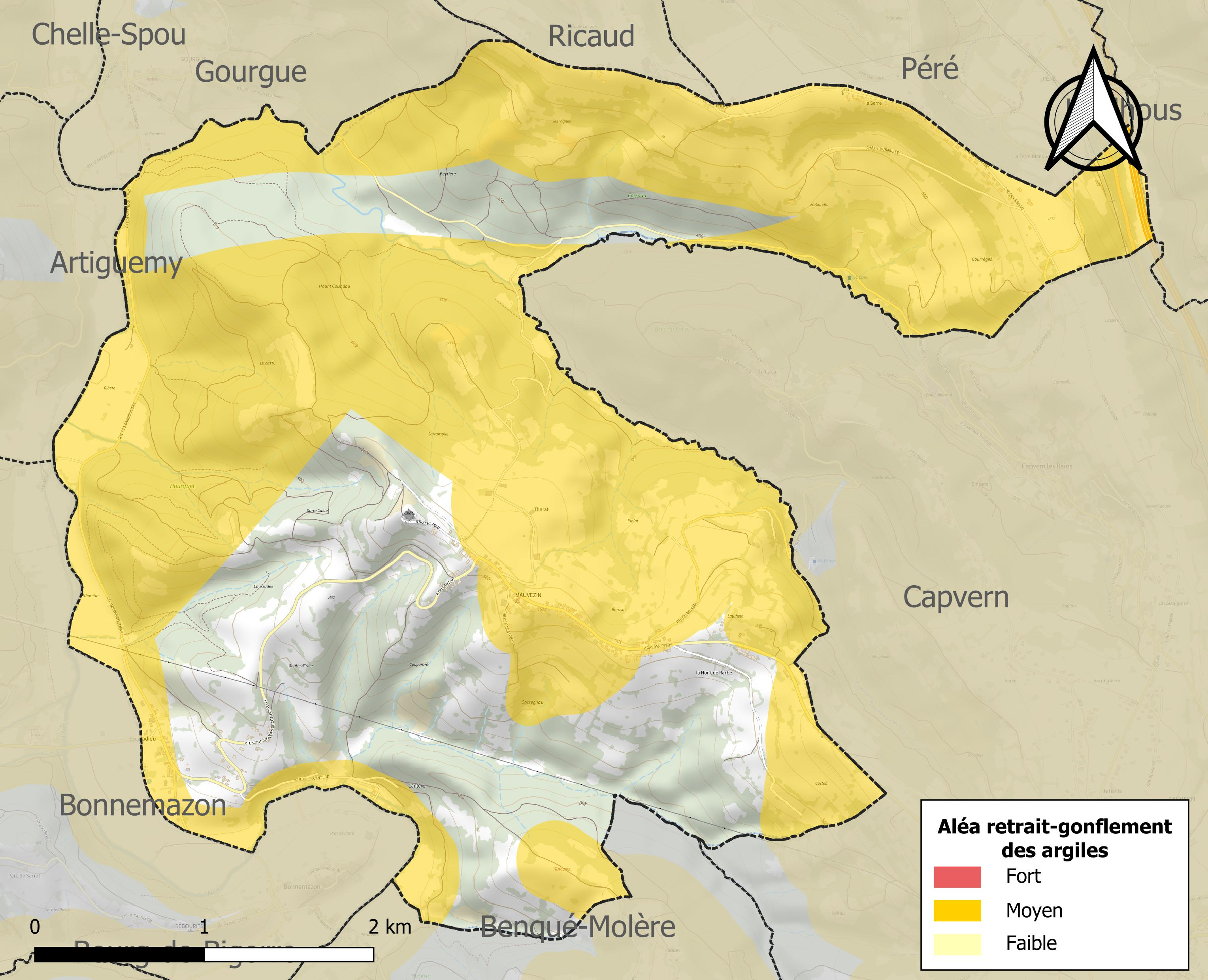
Carte des zones d'aléa retrait-gonflement des sols argileux de Mauvezin.

Les mouvements de terrains susceptibles de se produire sur la commune sont des tassements différentiels.
Le retrait-gonflement des sols argileux est susceptible d'engendrer des dommages importants aux bâtiments en cas d’alternance de périodes de sécheresse et de pluie. 66,5 % de la superficie communale est en aléa moyen ou fort (44,5 % au niveau départemental et 48,5 % au niveau national). Sur les 143 bâtiments dénombrés sur la commune en 2019, 108 sont en aléa moyen ou fort, soit 76 %, à comparer aux 75 % au niveau départemental et 54 % au niveau national. Une cartographie de l'exposition du territoire national au retrait gonflement des sols argileux est disponible sur le site du BRGM,.
Par ailleurs, afin de mieux appréhender le risque d’affaissement de terrain, l'inventaire national des cavités souterraines permet de localiser celles situées sur la commune.
Concernant les mouvements de terrains, la commune a été reconnue en état de catastrophe naturelle au titre des dommages causés par la sécheresse en 2019 et par des mouvements de terrain en 1999 et 2011.

#### Risque technologique
Le risque de transport de matières dangereuses sur la commune est lié à sa traversée par une route à fort trafic, une ligne de chemin de fer et une canalisation de transport d'hydrocarbures. Un accident se produisant sur de telles infrastructures est susceptible d’avoir des effets graves sur les biens, les personnes ou l'environnement, selon la nature du matériau transporté. Des dispositions d’urbanisme peuvent être préconisées en conséquence.

## Toponymie

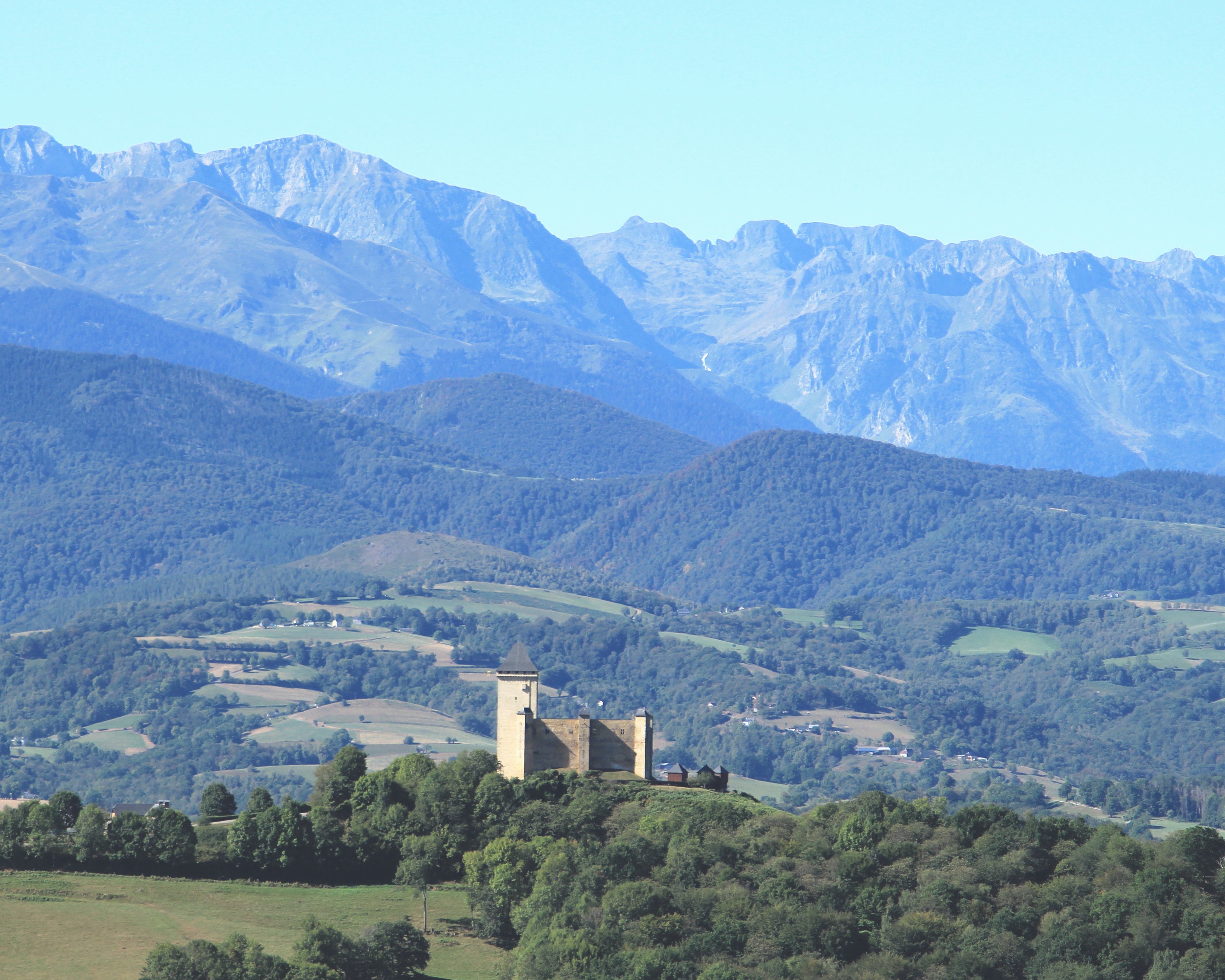
Le château en 2020.

On trouvera les principales informations dans le Dictionnaire toponymique des communes des Hautes-Pyrénées de Michel Grosclaude et Jean-François Le Nail qui rapporte les dénominations historiques du village :
Dénominations historiques :
- in castro nomine Malovicino, latin (1083, cartulaire de Bigorre).
- en Auger de Mauvesinc (1189, actes Bonnefont).
- de Malvezino, latin (1256, Trésor des Chartes).
- super castrum meum de Malvezi de Bigorra, latin et gascon (1256, contrat mariage Esquivat).
- Mau Vesin (1429, censier de Bigorre).
- Mauvoisin (1731, registres paroissiaux).
- Mauvezin en Nebousan (1740, ibid.).
- Mauvesin (fin XVIIIe siècle, carte de Cassini).

Étymologie : du gascon mau (= mauvais, méchant) et vesin (= voisin).
Nom occitan : Mauvesin.

## Histoire

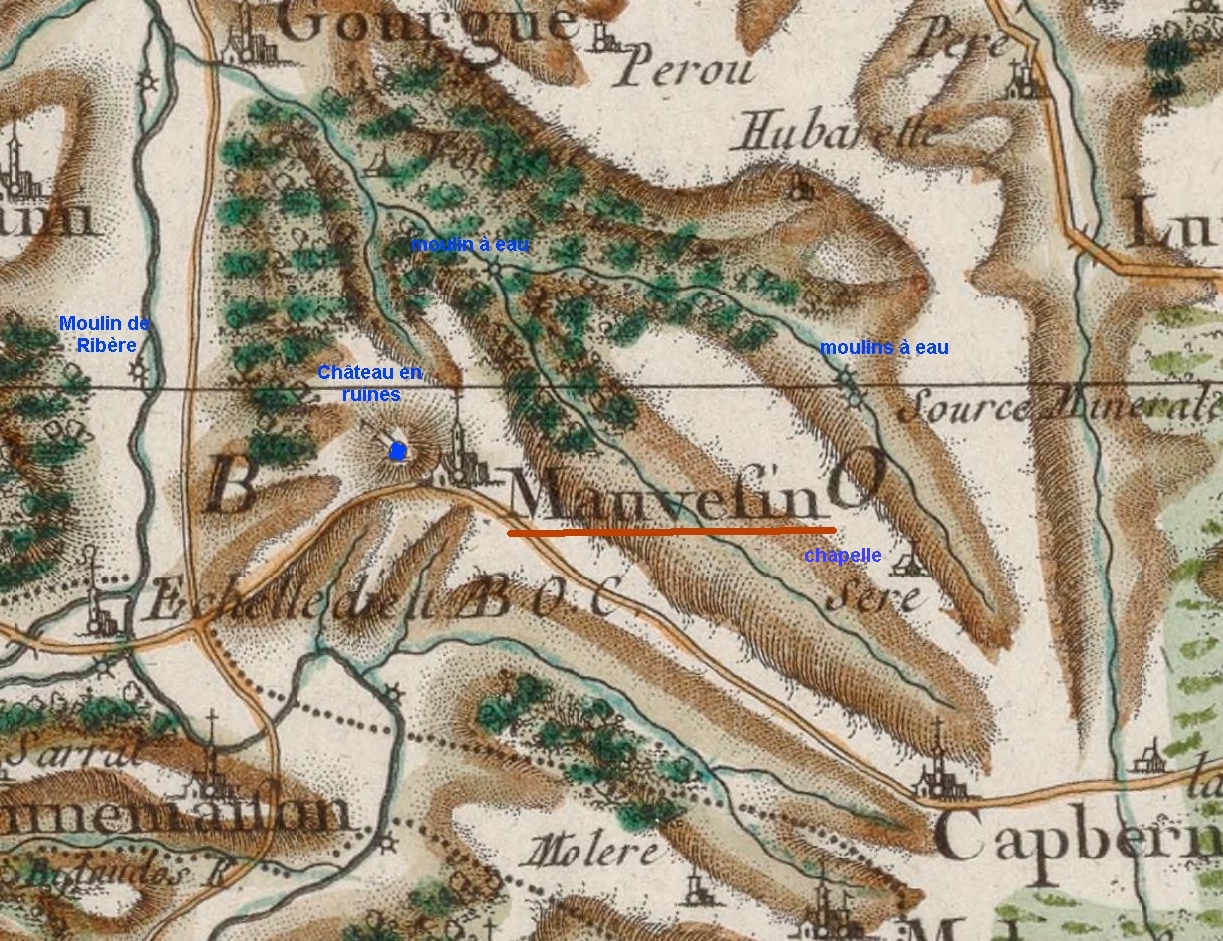
Carte de Cassini du village vers 1750.

La carte de Cassini ci-contre montre qu'au XVIIIè siècle, Mauvezin (écrit Mauvesin) est une paroisse située sur la chemin allant de Bagnères-de-Bigorre à Lannemezan.
Sur la bute au nord-ouest, l'inclinaison du château indique qu'il était déjà en ruines à cette époque.
Quatre moulins à eau sont représentés par une dentée, dont celui de Ribère qui existe encore de nos jours.

A l'est, la chapelle de Sere est aujourd'hui disparue.

### Cadastre napoléonien de Mauvezin
Le plan cadastral napoléonien de Mauvezin est consultable sur le site des archives départementales des Hautes-Pyrénées.

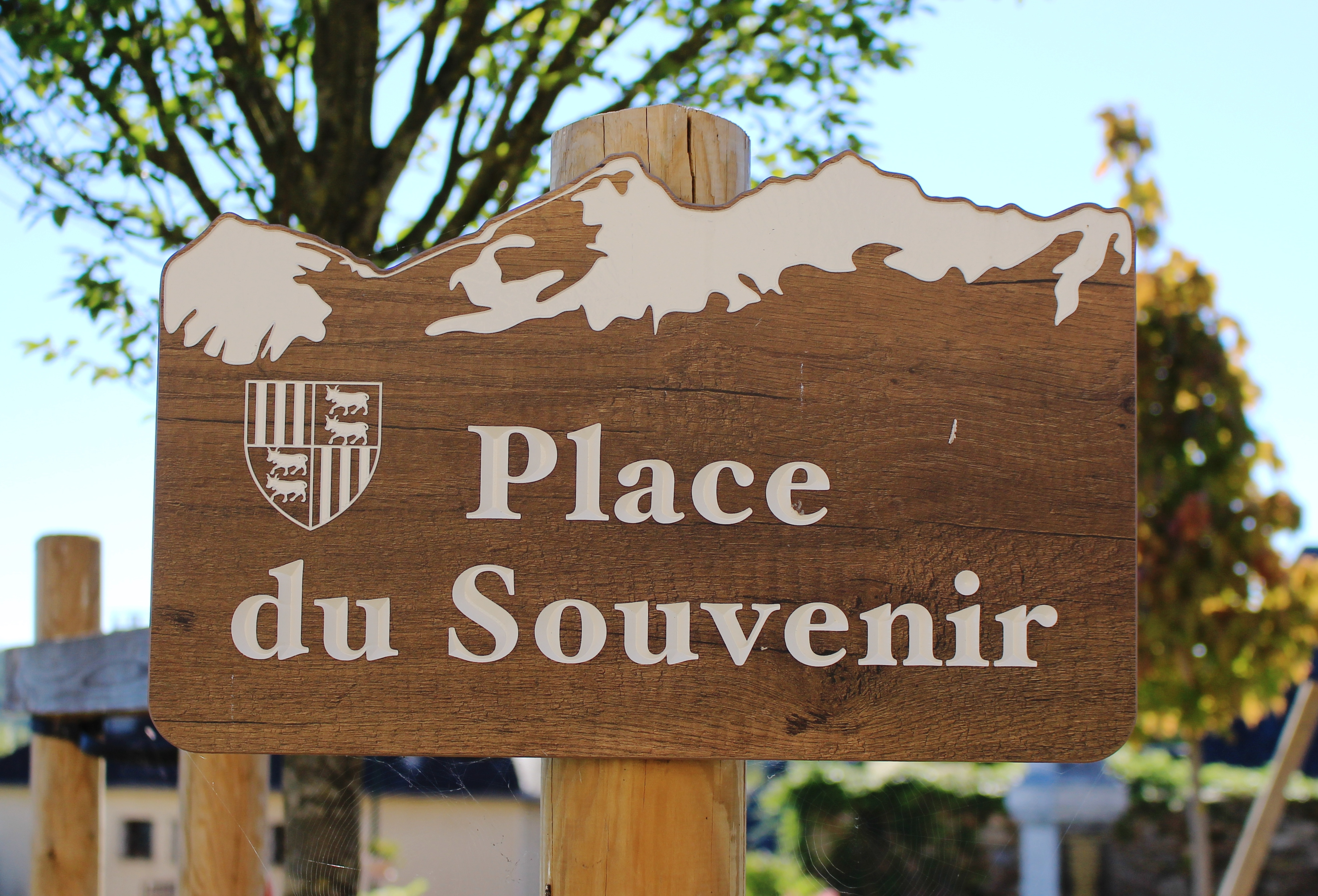
Place du village.

## Politique et administration

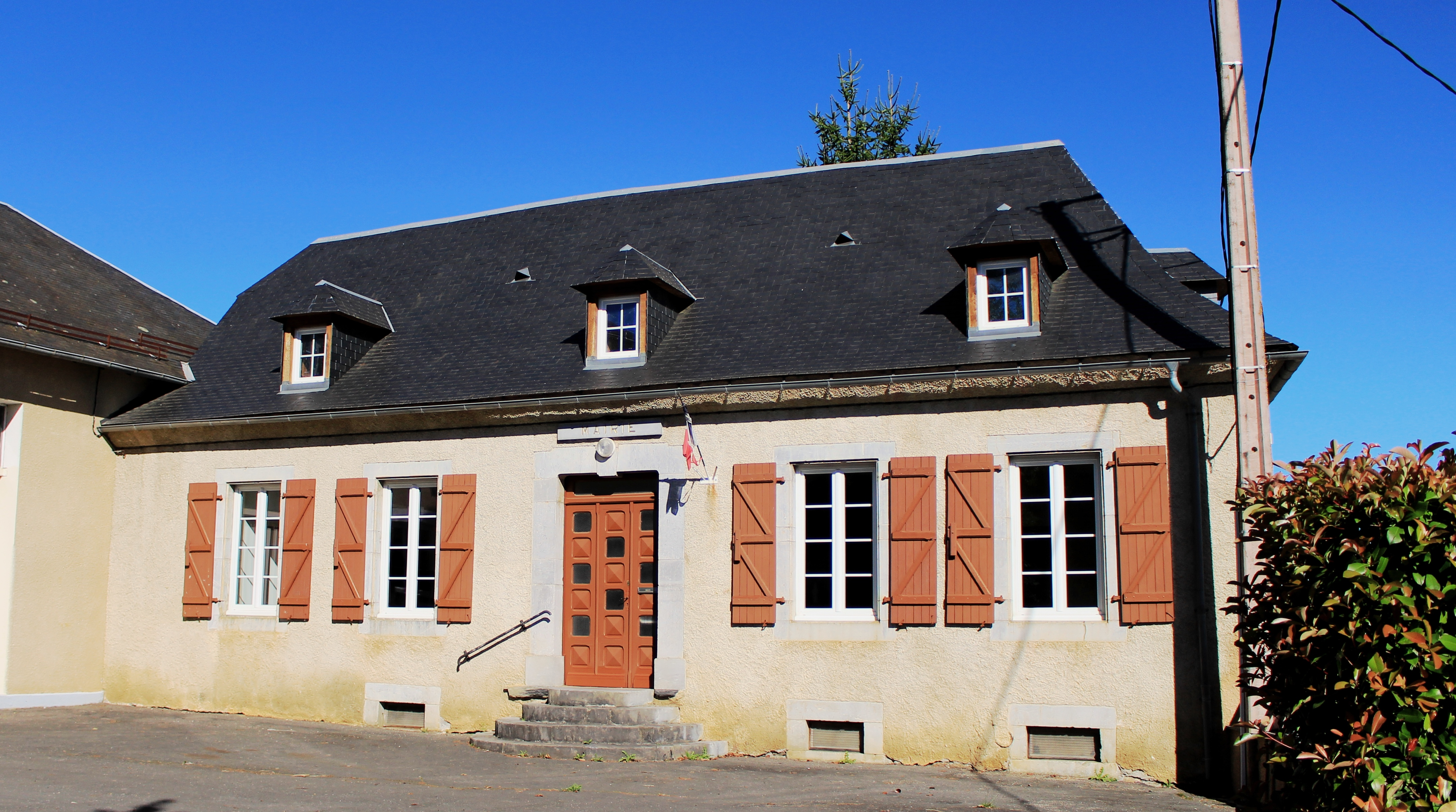
La mairie en 2020.

### Liste des maires
| Période                                  | Période  | Identité      | Étiquette | Qualité |
| ---------------------------------------- | -------- | ------------- | --------- | ------- |
| Les données manquantes sont à compléter. |          |               |           |         |
|                                          |          |               |           |         |
| mars 2001                                | En cours | André Dupouts |           |         |

### Rattachements administratifs et électoraux

#### Historique administratif
Sénéchaussée de Toulouse, élection de Nébouzan, viguerie  de Mauvezin, canton de Lannemezan (depuis 1790).

#### Intercommunalité
Mauvezin appartient à la communauté de communes du Plateau de Lannemezan Neste-Baronnies-Baïses créée en janvier 2017 et qui réunit 57 communes.

## Population et société

### Démographie

#### Évolution démographique

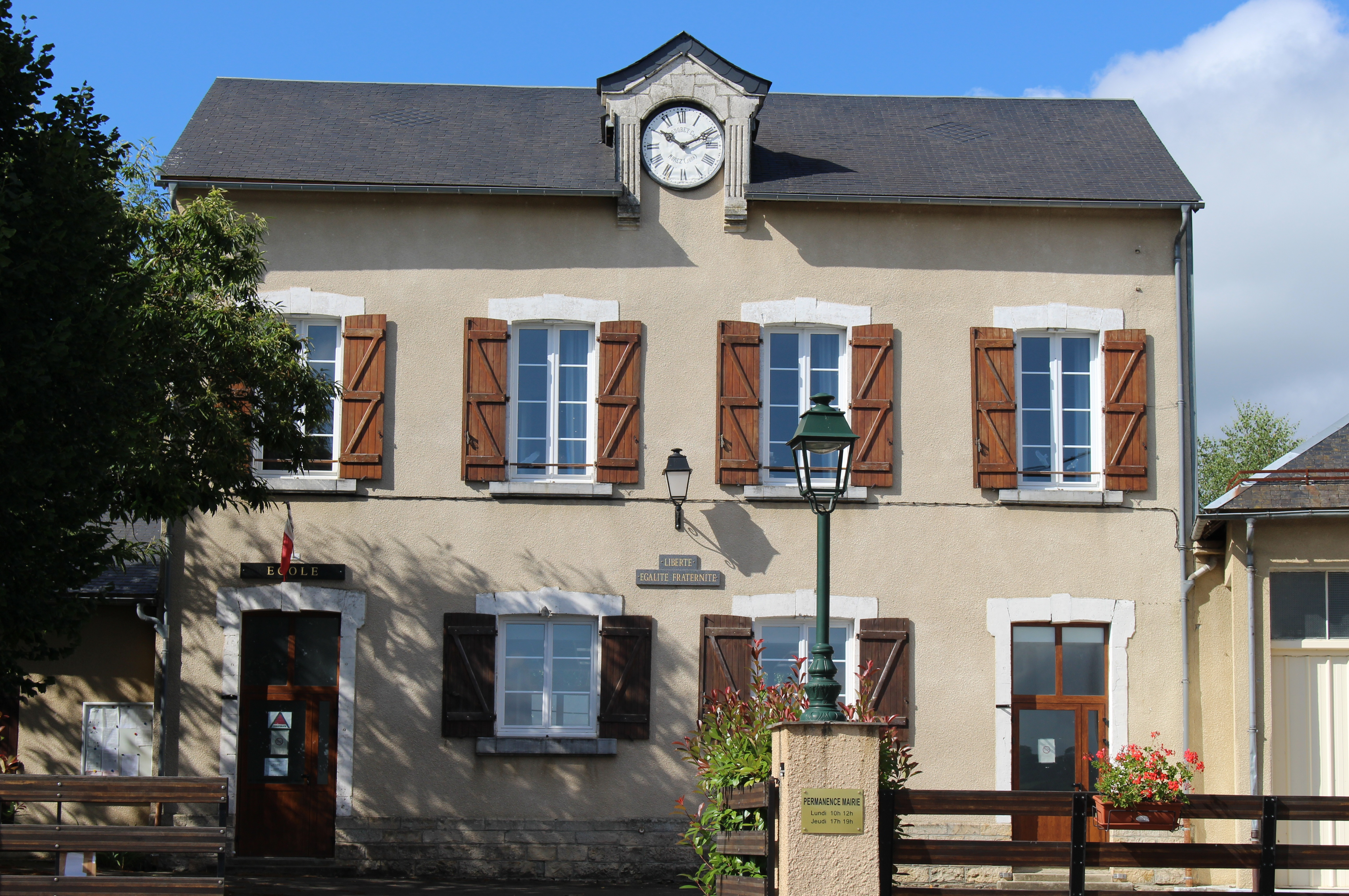
L'école élémentaire en 2014.

| 1793 | 1800 | 1806 | 1821 | 1831 | 1836 | 1841 | 1846 | 1851 |
| ---- | ---- | ---- | ---- | ---- | ---- | ---- | ---- | ---- |
| 239  | 334  | 348  | 371  | 477  | 521  | 524  | 534  | 561  |

| 1856 | 1861 | 1866 | 1872 | 1876 | 1881 | 1886 | 1891 | 1896 |
| ---- | ---- | ---- | ---- | ---- | ---- | ---- | ---- | ---- |
| 550  | 507  | 516  | 543  | 531  | 498  | 450  | 414  | 426  |

| 1901 | 1906 | 1911 | 1921 | 1926 | 1931 | 1936 | 1946 | 1954 |
| ---- | ---- | ---- | ---- | ---- | ---- | ---- | ---- | ---- |
| 403  | 409  | 415  | 381  | 329  | 318  | 337  | 260  | 245  |

| 1962 | 1968 | 1975 | 1982 | 1990 | 1999 | 2006 | 2007 | 2012 |
| ---- | ---- | ---- | ---- | ---- | ---- | ---- | ---- | ---- |
| 220  | 230  | 220  | 226  | 209  | 188  | 221  | 225  | 236  |

| 2017 | 2022 | - | - | - | - | - | - | - |
| ---- | ---- | - | - | - | - | - | - | - |
| 234  | 240  | - | - | - | - | - | - | - |

### Enseignement
La commune dépend de l'académie de Toulouse. Elle dispose d’une école en 2017.
- École élémentaire.

## Économie

### Revenus
En 2018, la commune compte 108 ménages fiscaux, regroupant 226 personnes. La médiane du revenu disponible par unité de consommation est de 23 390 € (20 420 € dans le département).

### Emploi
|                | 2008  | 2013  | 2018  |
| -------------- | ----- | ----- | ----- |
| Commune        | 1,6 % | 6,2 % | 5,5 % |
| Département    | 7,7 % | 9,4 % | 9,8 % |
| France entière | 8,3 % | 10 %  | 10 %  |

En 2018, la population âgée de 15 à 64 ans s'élève à 128 personnes, parmi lesquelles on compte 76,6 % d'actifs (71,1 % ayant un emploi et 5,5 % de chômeurs) et 23,4 % d'inactifs,. Depuis 2008, le taux de chômage communal (au sens du recensement) des 15-64 ans est inférieur à celui de la France et du département.
La commune fait partie de la couronne de l'aire d'attraction de Lannemezan, du fait qu'au moins 15 % des actifs travaillent dans le pôle,. Elle compte 23 emplois en 2018, contre 24 en 2013 et 16 en 2008. Le nombre d'actifs ayant un emploi résidant dans la commune est de 93, soit un indicateur de concentration d'emploi de 24,7 % et un taux d'activité parmi les 15 ans ou plus de 50,5 %.
Sur ces 93 actifs de 15 ans ou plus ayant un emploi, 13 travaillent dans la commune, soit 14 % des habitants. Pour se rendre au travail, 96,8 % des habitants utilisent un véhicule personnel ou de fonction à quatre roues, 2,2 % s'y rendent en deux-roues, à vélo ou à pied et 1,1 % n'ont pas besoin de transport (travail au domicile).

## Culture locale et patrimoine

### Lieux et monuments

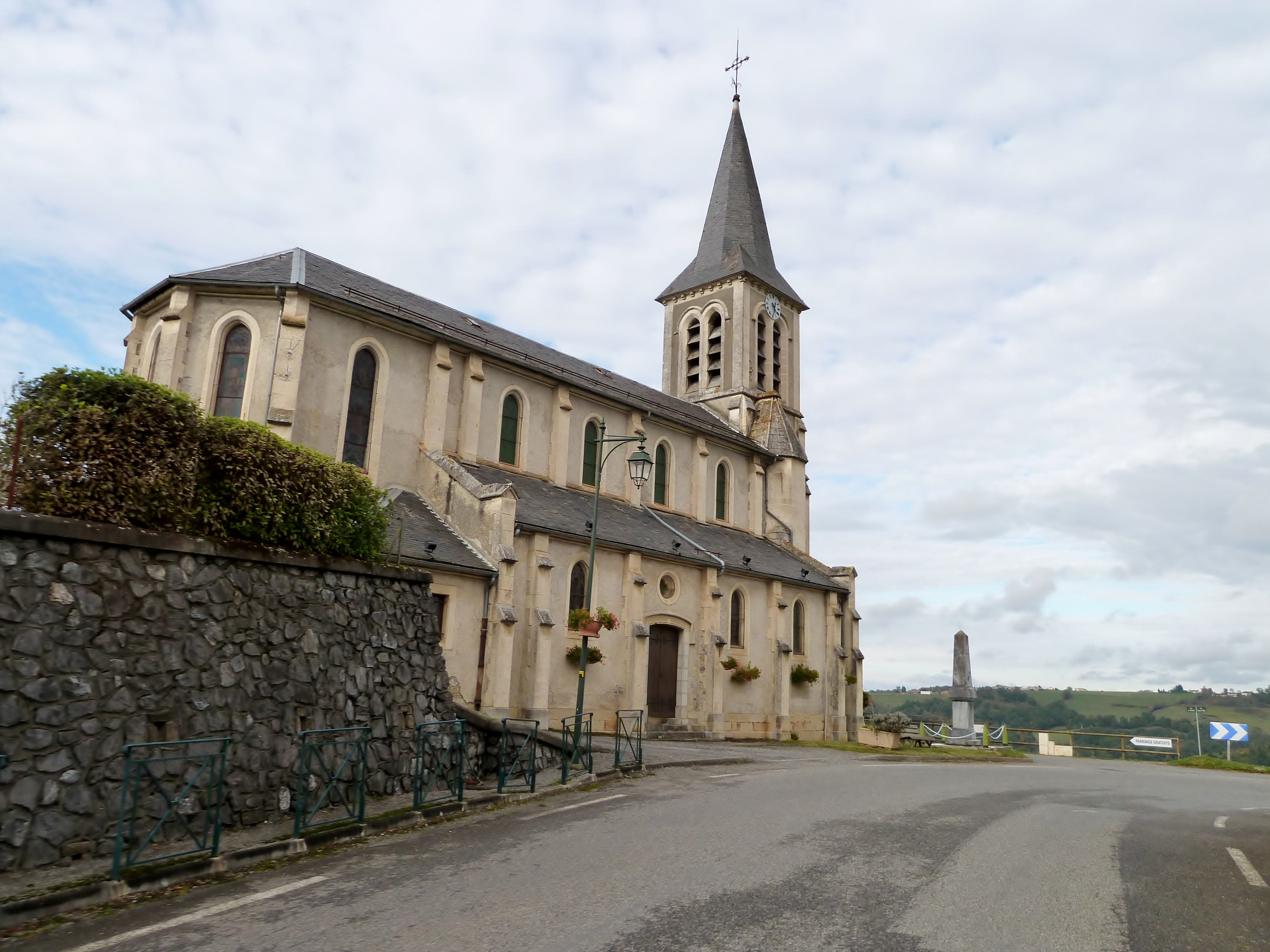
L'église Notre-Dame.

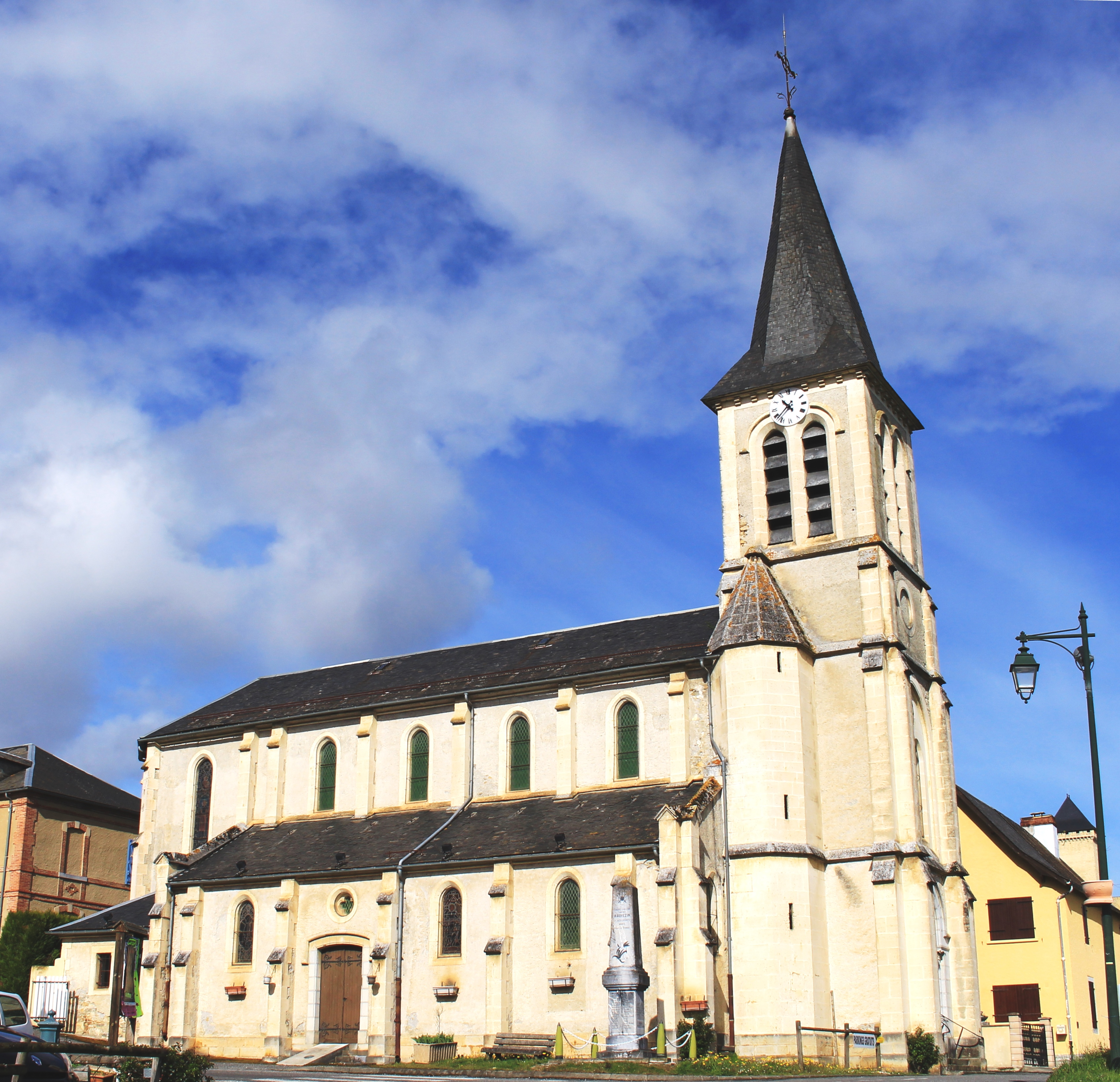
L'église Notre-Dame.

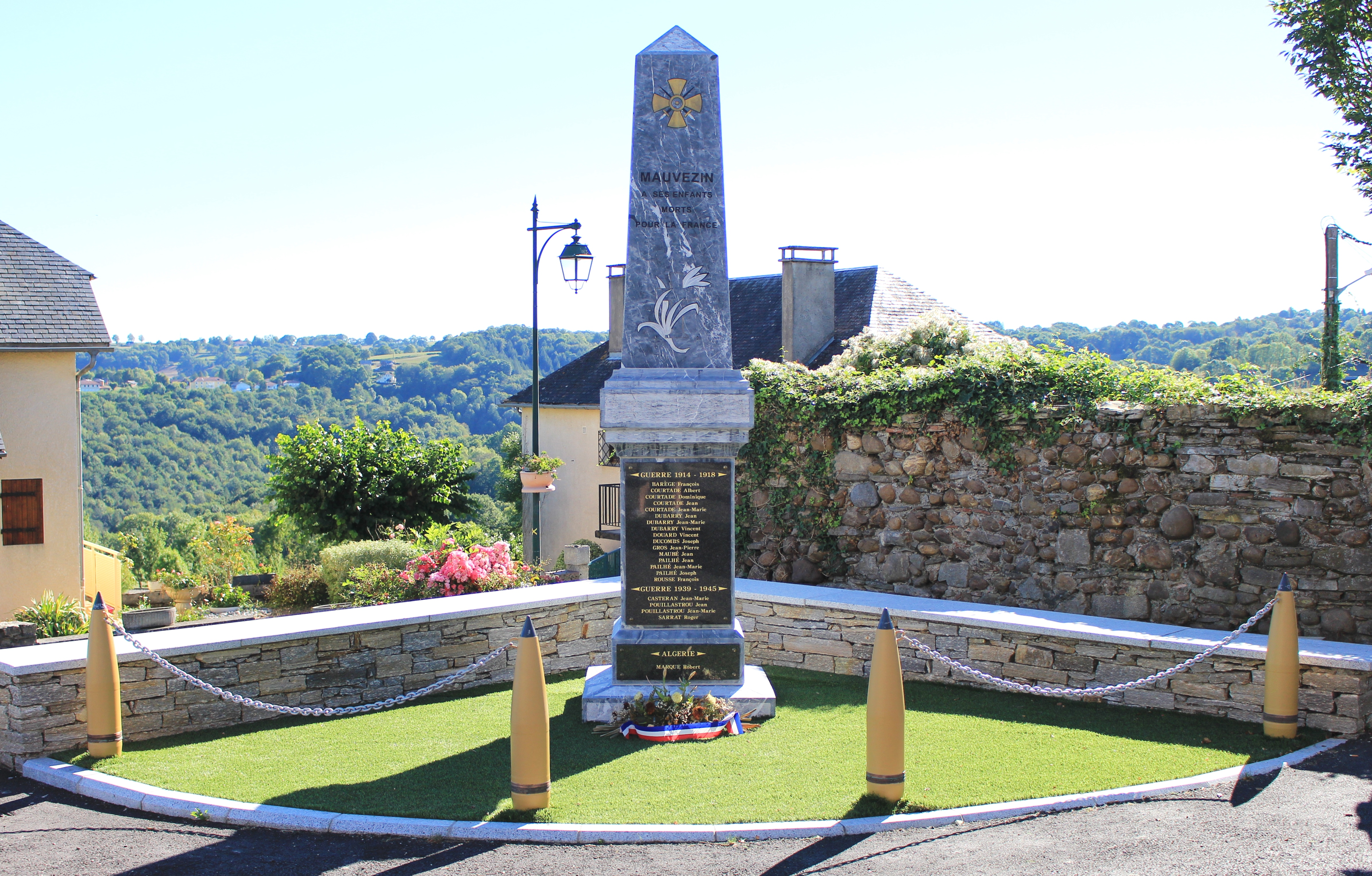
Le monument aux morts municipal.

La commune de Mauvezin comporte 2 monuments à découvrir :
- Le château de Mauvezin, en perpétuelle restauration depuis 1906, appartint aux comtes de Bigorre, au roi de France, au Prince Noir, à Gaston Fébus, à Henri IV. Six salles présentent un musée folklorique et historique.
- Église Notre-Dame de Mauvezin.
- Moulin de la Ribère, sur les bords de l'Arros.
- Lavoir.

### Personnalités liées à la commune
- Gaston Fébus.

### Héraldique
| Blason de Mauvezin | Blason  | Écartelé de Foix et de Béarn. |
| Blason de Mauvezin | Détails | Rien ne justifie le port par cette ville des pleines armes de Foix et de Béarn. Ces armes sont donc, d'un point de vue juridique, à prendre avec recul. |